# Henri Chapot
Pour les articles homonymes, voir Chapot.
Henri Chapot (Paris, 27 mars 1922 - Lattaquié en Syrie, 30 septembre 1975) est un ingénieur agricole, taxonomiste, généticien à l'Institut des Fruits et légumes Coloniaux puis au Service de la Recherche Agronomique et de l'Expérimentation Agricole, à Rabat. Chercheur et auteur de nombreuses publications sur les fruits, il reste une référence pour la connaissance des agrumes où sa curiosité l'a amené à décrire nombreuses variétés, maladies et innovations.

## Biographie
En 1947, H. Chapot, généticien de l'I.F.A .C dresse l'inventaire des agrumes du Maroc et de l'Algérie comme chargé de mission en collaboration avec les techniciens locaux . Il écrira en 1948 avec Jean Champion Description et classification des variétés de Citrus cultivées et est maintenu en mission permanente au Maroc en tant que spécialiste des agrumes ou il restera en poste avec la charge constituer les premières collections d'agrumes et d'en faire la taxinomie. En 1945, l'IFAC installe en Guinée la station centrale de Foulaya avec 25 ha. de collection d'agrumes qui sont préparés par H. Chapot au Maroc et plantés par le polytechnicien Paul-Jacques Cassin( Gennevilliers 29 octobre 1926 - Cannes 30 décembre 2009) qui devient assistant H. Chapot de 1953 à 1965.
En 1958, il est chargé par l'Institut français de coopération technique d'une mission d'étude de I'agrumiculture iranienne, il se rend en Iran. Il quitte l'I.F.A.C. en 1963, devient expert à la FAO et entre à la Direction de la Recherche Agronomique et de l'Enseignement Agricole Ministère de l'Agriculture du Maroc. En 1965, il effectue un voyage officiel en Chine .
Il décède en 1975.

## Publications

### Livres
- H. Chapot. Inventaire des variétés d'agrumes réunies dans les stations régionales horticoles du Maroc. Rabat. Service horticole de la Direction de l'Agriculture et de l'Elevage. 14 p. Avril 1952[10],[11].
- H. Chapot. Les agrumes au Liban. Tell-Amara, Station Agronomique République Libanaise. 39 pp. 1954[12].
- H. Chapot et Vittorio L. Delucchi, Maladies, troubles et ravageurs des agrumes au Maroc. Rabat. Institut national de la recherche agronomique. 339 p. 1964[13]

### Articles parus dans lesCahiers de la recherche agronomique
- H. Chapot. Des oranges sur un citronnier, une chimère ? Rabat. n°18, pp. 117à 122. 1964[14]

« Un citron doux-acide trouvé en Tunisie, véritable hybride. »

- H. Chapot. Les agrumes à calice charnu Rabat. n°18, pp. 97 à 103. 1964[15],[16]

« à partir d'une bigarade apparue à Marrakech l'auteur décrit un citron à calice charnu de Bodrum »

- H. Chapot. L'agrumiculture marocaine. n°18, 1964, pp. 1 à 25[17].
- H. Chapot. Quelques oranges sanguines. n°18 pp. 61 à 87. 1964[18].

« Monographie complète illustrée avec la géographie des sanguines. »

- H. Chapot. Formation des feuilles plurifoliolées dans le genre Citrus. n°18 pp. 123 à 129. 1964[19].
- H. Chapot. Deux mutations de l'orange Jaffa Shamouti. n°19, pp. 89-95. 1964[20],[21]

### Articles parus dansAl Awamia
- H. Chapot. Trois citrus marocains. n°2 pp. 47 à 81. 1962[22].
- H. Chapot. La mandarine commune. n°5, pp. 29 à 51. oct. 1962[23].
- H. Chapot. Le bergamotier. n°5, pp. 1 à 27. oct. 1962[24].

« Monographie complète illustrée avec les formes diverses: Melarose, Toruleuse. »

- H. Chapot, H. Huet. Une nouvelle variété d’avocat romain. n° 6 , pp; 95-99. 1963[25].
- H. Chapot. La Clémentine. n°7. pp 1 à 34. 1963[25].
- H. Chapot. Notes et observations L'impietratura sur les oranges en Espagne. n°7. pp. 93 à 95. 1963[26]. Voir aussi la notes Autres variété d'orange atteinte par l'impietratura au Maroc. 2 p. 1964[27];
- H. Chapot. La mandarinette. n°8. pp. 25 à 37. janvier 1963[28]. (ce fruit avait été décrit par Louis Trabut.)
- H. Chapot. Le cédrat Kabbad et deux autres variétés de cédrat du Moyen-Orient. n° 8. pp. 39 à 61. 1963[29]
- H. Chapot. Le pourridie à la clitocybe des agrumes. n° 9 , p. 79-87. 1963[30].
- H. Chapot. Le mal secco. n°9. pp. 89 à 125. 1963[31]. (Importante monographie illustrée)
- H. Chapot, Les bigaradiers Bouquetiers (1ère partie). n° 10. pp. 55 à 95 1964[32]. Et Les bigaradiers Bouquetiers (2éme partie) n°12, pp. 17 à 49 1964[33].

« Monographie complète sur le bigaradier à fleur »

- R. Huet, H. Chapot. Oranges et citrons roses. n° 11. pp. 21-29. 1964[34]

« Démonstration des mécanismes de coloration des agrumes par le lycopène et les anthocyaniques. »

- H. Chapot. L’appellation de 'Maltaise' pour une orange. n° 11. pp. 1 à 7. 1964[35].
- L. Merle, H. Chapot, R. Huet. L’orange Ksiri : une mutation de l’orange Valencia late, n° 12 , p. 51-59. 1964[36]
- H. Chapot. Le citron de Borneo. n°13. pp. 137 à 153. 1964[37].
- H. Chapot. Le citrus volkameriana pasquale. n° 14. pp. 29 à 46. 1965[38].
- H. Chapot. Quelques variétés d’agrumes d’Iran. n° 15 , p. 91-109. 1965[7]
- H. Chapot, H. Nadir, Sur l’acidite de l’orange limonada. n° 17 , p. 11-16, 1965[39].

### Articles parus dansFruits d'outremerpuisFruits
En libre accès sur le site du Cirad.
- H. Chapot. Un nouveau parasite des agrumes au Maroc. Vol. 2, n° 10, 1947 (Heliothrips Hoemorrhoidalis Bouché)[41].
- J. Champion et H. Chapot. Botanique des Citrus. Vol. 3 n° 2 pp. 665 et 66. 1948. (Résumé d'après D'après W. .T . Swingle, The Citrus Industry)[42].
- J. Champion et H. Chapot. Description et classification des variétés de Citrus cultivées. Vol. 3 N)3 pp. 107 et 108. 1948.
- H. Chapot. Le thrips des serres (Heliothrips hanemorroidalis Bouché) sur agrumes et avocatiers au Maroc. Vol. 4 n° 9, pp. 340 à 41. 1949[43].
- H. Chapot. Agrumes et Fruits subtropicaux aux U. S. A. Vol. 6, n° 2, 1951[44].
- H. Chapot. Les viroses des agrumes en Afrique du nord. Vol. 6 n°11 pp. 477 à 79. 1951[45].
- H. Chapot. Deux nouvelles mandarines. Vol. 7 n°11 pp. 357 et 38. 1952 (découverte de Frost et Cameron à Riverside)[46].
- H. Chapot. Le Quick decline [Virus tristeza] existe en Floride et peut-être aussi à Madagascar. Vol. 7 n°10 pp. 476 et 77. 1952[47]. Voir la suite Le "Quick decline" à Madagascar et les porte-greffe locaux in Vol. 8 n°9 pp. 437 à 439 1953[48].
- H. Chapot. L'agrumiculture au Liban et en Syrie. Vol. 8 n°8 pp. 393 à 402. 1953[49].
- H. Chapot. Essais de culture de poire-melon au Maroc (Solanum muricatum). Vol. 10 n°3 pp. 124 et 25. 1955[50].
- H. Chapot. Remarques sur la germination des pépins de Poncirus trifoliata (Raf.). Vol. 10 n° 10 pp. p. 465 à 468. 1955[51] (Polyembryonie des semis et albinisme).
- H. Chapot. Une nouvelle maladie à virus des agrumes dans le Moyen-Orient. Vol. 12 n°1 p. 37. 1957.
- H. Chapot. Découverte de porte-greffe d'agrumes résistant aux nématodes. Vol. 16 n° 1 pp. 10 et 11. 1961. (traduction)[52].
- H. Chapot. Nouveaux clones et variétés d'agrumes au Maroc. Vol. 18, n° 5,1963[53].
- H. Chapot. Clémentine avec ou sans pépins. Vol. 18 n° 5 pp. 259 à 261. 1963. (La Monreal est pollinisable)[54].

### Articles parus dans leJournal d'agriculture traditionnelle et de botanique appliquée
- Henri Chapot. Pamplemousses, Pomelos ou Grape-fruits et Tangelos. J. A. traditionnelle et de botanique appliquée  Année 1950  327-328  pp. 62-75[55]

« Description pertinente qui amène l'auteur à traiter l'éternel question du nom de ces fruits en français - C. grandis Osb. = pamplemousse; C. paradisi Macf. = pomelo (au lieu de grape-fruit) »

- Henri Chapot. Un curieux Cédrat marocain (Citrus medica Linné). J. A. traditionnelle et de botanique appliquée  Année 1950  335-336  pp. 506-514[56]

« Primo description du cédrat Assad de Taroudant, avec comparaison du cédrat M' guergueb et du Rhobs el Arsa. »

- Henri Chapot. Le Combava, Citrus de la Réunion et de Madagascar. J. A. traditionnelle et de botanique appliquée  Année 1952. pp. 377-385[57].

### Autres sources
- H. Chapot. Anciennes variétés d'agrumes du bassin Méditerranéen. Alger. Troisième Cong. Intern. Agrumic. Mediter. 2: 293–298.1955.
- H. Chapot. The citrus plant. Ciba-Geigy Agrochemicals, Techiiical Monograph Florida n° 4. Suisse. pp. 6 à 13. 1975.
- Henri Chapot. A propos des oranges anormales. Publications de la Société Linnéenne de Lyon. Année 1966  35-6  pp. 285-288[58]

« Description des anomalies tératologiques dues à  Aceria sheldoniadisi Macf.qui engendre des fruits digités ou doubles »